# Tour international de Rhodes 2018
La 13e édition du Tour International de Rhodes a eu lieu du 9 au 11 mars 2018. La course fait partie du calendrier UCI Europe Tour 2018 en catégorie 2.2. Elle est remportée par l'Italien Mirco Maestri de l'équipe Bardiani CSF.

## Étapes
| Étape     | Date    | Villes étapes   | type            | Distance (km) | Vainqueur d'étape | Leader du classement général |
| --------- | ------- | --------------- | --------------- | ------------- | ----------------- | ---------------------------- |
| 1re étape | 9 mars  | Rhodes – Rhodes | étape vallonnée | 148,2         | Mirco Maestri     | Mirco Maestri                |
| 2e étape  | 10 mars | Rhodes – Rhodes | étape vallonnée | 158,5         | Matteo Moschetti  | Joshua Huppertz              |
| 3e étape  | 11 mars | Rhodes – Rhodes | étape vallonnée | 157,3         | Syver Wærsted     | Mirco Maestri                |

## Déroulement de la course

### 1reétape
| \| Classement de l'étape \| Classement de l'étape \| Classement de l'étape \| Classement de l'étape \| Classement de l'étape \| \| Coureur \| Coureur \| Pays \| Équipe \| Temps \| \| --------------------- \| --------------------- \| --------------------- \| ---------------------------------- \| --------------------- \| \| 1er \| Mirco Maestri \| Italie \| Bardiani CSF \| 3 h 39 min 40 s \| \| 2e \| Joshua Huppertz \| Allemagne \| Team Lotto-Kern Haus \| + 0 s \| \| 3e \| Torstein Træen \| Norvège \| Uno-X Norwegian Development \| + 0 s \| \| 4e \| Paolo Simion \| Italie \| Bardiani CSF \| + 0 s \| \| 5e \| Syver Wærsted \| Norvège \| Uno-X Norwegian Development \| + 11 s \| \| 6e \| Matteo Moschetti \| Italie \| Polartec-Kometa \| + 11 s \| \| 7e \| Matthew Overste \| Pays-Bas \| \| + 11 s \| \| 8e \| Marco Maronese \| Italie \| Bardiani CSF \| + 11 s \| \| 9e \| Aaron Grosser \| Allemagne \| Team Sauerland NRW p/b SKS Germany \| + 11 s \| \| 10e \| Enrico Barbin \| Italie \| Bardiani CSF \| + 11 s \| |                  |           |                                    |                 |
| |                  |           |                                    |                 |
| |                  |           |                                    |                 |
| Classement de l'étape |                  |           |                                    |                 |
| Coureur | Coureur          | Pays      | Équipe                             | Temps           |
| 1er | Mirco Maestri    | Italie    | Bardiani CSF                       | 3 h 39 min 40 s |
| 2e | Joshua Huppertz  | Allemagne | Team Lotto-Kern Haus               | + 0 s           |
| 3e | Torstein Træen   | Norvège   | Uno-X Norwegian Development        | + 0 s           |
| 4e | Paolo Simion     | Italie    | Bardiani CSF                       | + 0 s           |
| 5e | Syver Wærsted    | Norvège   | Uno-X Norwegian Development        | + 11 s          |
| 6e | Matteo Moschetti | Italie    | Polartec-Kometa                    | + 11 s          |
| 7e | Matthew Overste  | Pays-Bas  |                                    | + 11 s          |
| 8e | Marco Maronese   | Italie    | Bardiani CSF                       | + 11 s          |
| 9e | Aaron Grosser    | Allemagne | Team Sauerland NRW p/b SKS Germany | + 11 s          |
| 10e | Enrico Barbin    | Italie    | Bardiani CSF                       | + 11 s          |

| \| Classement général \| Classement général \| Classement général \| Classement général \| Classement général \| \| Coureur \| Coureur \| Pays \| Équipe \| Temps \| \| ------------------ \| ------------------ \| ------------------ \| ---------------------------------- \| ------------------ \| \| 1er \| Mirco Maestri \| Italie \| Bardiani CSF \| 3 h 39 min 25 s \| \| 2e \| Joshua Huppertz \| Allemagne \| Team Lotto-Kern Haus \| + 6 s \| \| 3e \| Torstein Træen \| Norvège \| Uno-X Norwegian Development \| + 10 s \| \| 4e \| Paolo Simion \| Italie \| Bardiani CSF \| + 12 s \| \| 5e \| Syver Wærsted \| Norvège \| Uno-X Norwegian Development \| + 26 s \| \| 6e \| Matteo Moschetti \| Italie \| Polartec-Kometa \| + 26 s \| \| 7e \| Matthew Overste \| Pays-Bas \| \| + 26 s \| \| 8e \| Marco Maronese \| Italie \| Bardiani CSF \| + 26 s \| \| 9e \| Aaron Grosser \| Allemagne \| Team Sauerland NRW p/b SKS Germany \| + 26 s \| \| 10e \| Enrico Barbin \| Italie \| Bardiani CSF \| + 26 s \| |                  |           |                                    |                 |
| |                  |           |                                    |                 |
| |                  |           |                                    |                 |
| Classement général |                  |           |                                    |                 |
| Coureur | Coureur          | Pays      | Équipe                             | Temps           |
| 1er | Mirco Maestri    | Italie    | Bardiani CSF                       | 3 h 39 min 25 s |
| 2e | Joshua Huppertz  | Allemagne | Team Lotto-Kern Haus               | + 6 s           |
| 3e | Torstein Træen   | Norvège   | Uno-X Norwegian Development        | + 10 s          |
| 4e | Paolo Simion     | Italie    | Bardiani CSF                       | + 12 s          |
| 5e | Syver Wærsted    | Norvège   | Uno-X Norwegian Development        | + 26 s          |
| 6e | Matteo Moschetti | Italie    | Polartec-Kometa                    | + 26 s          |
| 7e | Matthew Overste  | Pays-Bas  |                                    | + 26 s          |
| 8e | Marco Maronese   | Italie    | Bardiani CSF                       | + 26 s          |
| 9e | Aaron Grosser    | Allemagne | Team Sauerland NRW p/b SKS Germany | + 26 s          |
| 10e | Enrico Barbin    | Italie    | Bardiani CSF                       | + 26 s          |

### 2eétape
| \| Classement de l'étape \| Classement de l'étape \| Classement de l'étape \| Classement de l'étape \| Classement de l'étape \| \| Coureur \| Coureur \| Pays \| Équipe \| Temps \| \| --------------------- \| --------------------- \| --------------------- \| --------------------------- \| --------------------- \| \| 1er \| Matteo Moschetti \| Italie \| Polartec-Kometa \| 4 h 09 min 47 s \| \| 2e \| Joshua Huppertz \| Allemagne \| Team Lotto-Kern Haus \| + 0 s \| \| 3e \| Jonas Abrahamsen \| Norvège \| Uno-X Norwegian Development \| + 0 s \| \| 4e \| Diego Pablo Sevilla \| Espagne \| Polartec-Kometa \| + 0 s \| \| 5e \| Torstein Træen \| Norvège \| Uno-X Norwegian Development \| + 0 s \| \| 6e \| Enrico Barbin \| Italie \| Bardiani CSF \| + 9 s \| \| 7e \| Matthew Overste \| Pays-Bas \| \| + 9 s \| \| 8e \| Philipp Mamos \| Allemagne \| Dauner D&DQ-Akkon \| + 9 s \| \| 9e \| Mirco Maestri \| Italie \| Bardiani CSF \| + 9 s \| \| 10e \| Florian Nowak \| Allemagne \| Team Lotto-Kern Haus \| + 9 s \| |                     |           |                             |                 |
| |                     |           |                             |                 |
| |                     |           |                             |                 |
| Classement de l'étape |                     |           |                             |                 |
| Coureur | Coureur             | Pays      | Équipe                      | Temps           |
| 1er | Matteo Moschetti    | Italie    | Polartec-Kometa             | 4 h 09 min 47 s |
| 2e | Joshua Huppertz     | Allemagne | Team Lotto-Kern Haus        | + 0 s           |
| 3e | Jonas Abrahamsen    | Norvège   | Uno-X Norwegian Development | + 0 s           |
| 4e | Diego Pablo Sevilla | Espagne   | Polartec-Kometa             | + 0 s           |
| 5e | Torstein Træen      | Norvège   | Uno-X Norwegian Development | + 0 s           |
| 6e | Enrico Barbin       | Italie    | Bardiani CSF                | + 9 s           |
| 7e | Matthew Overste     | Pays-Bas  |                             | + 9 s           |
| 8e | Philipp Mamos       | Allemagne | Dauner D&DQ-Akkon           | + 9 s           |
| 9e | Mirco Maestri       | Italie    | Bardiani CSF                | + 9 s           |
| 10e | Florian Nowak       | Allemagne | Team Lotto-Kern Haus        | + 9 s           |

| \| Classement général \| Classement général \| Classement général \| Classement général \| Classement général \| \| Coureur \| Coureur \| Pays \| Équipe \| Temps \| \| ------------------ \| ------------------- \| ------------------ \| --------------------------- \| ------------------ \| \| 1er \| Joshua Huppertz \| Allemagne \| Team Lotto-Kern Haus \| 7 h 49 min 12 s \| \| 2e \| Mirco Maestri \| Italie \| Bardiani CSF \| + 9 s \| \| 3e \| Torstein Træen \| Norvège \| Uno-X Norwegian Development \| + 10 s \| \| 4e \| Matteo Moschetti \| Italie \| Polartec-Kometa \| + 16 s \| \| 5e \| Diego Pablo Sevilla \| Espagne \| Polartec-Kometa \| + 26 s \| \| 6e \| Matthew Overste \| Pays-Bas \| \| + 35 s \| \| 7e \| Enrico Barbin \| Italie \| Bardiani CSF \| + 35 s \| \| 8e \| Marius Blålid \| Norvège \| \| + 35 s \| \| 9e \| Philipp Mamos \| Allemagne \| Dauner D&DQ-Akkon \| + 35 s \| \| 10e \| Anders Skaarseth \| Norvège \| Uno-X Norwegian Development \| + 35 s \| |                     |           |                             |                 |
| |                     |           |                             |                 |
| |                     |           |                             |                 |
| Classement général |                     |           |                             |                 |
| Coureur | Coureur             | Pays      | Équipe                      | Temps           |
| 1er | Joshua Huppertz     | Allemagne | Team Lotto-Kern Haus        | 7 h 49 min 12 s |
| 2e | Mirco Maestri       | Italie    | Bardiani CSF                | + 9 s           |
| 3e | Torstein Træen      | Norvège   | Uno-X Norwegian Development | + 10 s          |
| 4e | Matteo Moschetti    | Italie    | Polartec-Kometa             | + 16 s          |
| 5e | Diego Pablo Sevilla | Espagne   | Polartec-Kometa             | + 26 s          |
| 6e | Matthew Overste     | Pays-Bas  |                             | + 35 s          |
| 7e | Enrico Barbin       | Italie    | Bardiani CSF                | + 35 s          |
| 8e | Marius Blålid       | Norvège   |                             | + 35 s          |
| 9e | Philipp Mamos       | Allemagne | Dauner D&DQ-Akkon           | + 35 s          |
| 10e | Anders Skaarseth    | Norvège   | Uno-X Norwegian Development | + 35 s          |

### 3eétape
| \| Classement de l'étape \| Classement de l'étape \| Classement de l'étape \| Classement de l'étape \| Classement de l'étape \| \| Coureur \| Coureur \| Pays \| Équipe \| Temps \| \| --------------------- \| --------------------- \| --------------------- \| --------------------------- \| --------------------- \| \| 1er \| Syver Wærsted \| Norvège \| Uno-X Norwegian Development \| 3 h 51 min 16 s \| \| 2e \| Mirco Maestri \| Italie \| Bardiani CSF \| + 0 s \| \| 3e \| Enrico Barbin \| Italie \| Bardiani CSF \| + 0 s \| \| 4e \| Diego Pablo Sevilla \| Espagne \| Polartec-Kometa \| + 0 s \| \| 5e \| Juan Camacho \| Espagne \| Polartec-Kometa \| + 0 s \| \| 6e \| Aléxandros Agrótis \| Chypre \| \| + 0 s \| \| 7e \| Asbjørn Madsstuen \| Norvège \| Bygdø Idrettslag \| + 0 s \| \| 8e \| Gordian Banzer \| Suisse \| Akros-Renfer \| + 0 s \| \| 9e \| Paolo Simion \| Italie \| Bardiani CSF \| + 0 s \| \| 10e \| Philipp Mamos \| Allemagne \| Dauner D&DQ-Akkon \| + 0 s \| |                     |           |                             |                 |
| |                     |           |                             |                 |
| |                     |           |                             |                 |
| Classement de l'étape |                     |           |                             |                 |
| Coureur | Coureur             | Pays      | Équipe                      | Temps           |
| 1er | Syver Wærsted       | Norvège   | Uno-X Norwegian Development | 3 h 51 min 16 s |
| 2e | Mirco Maestri       | Italie    | Bardiani CSF                | + 0 s           |
| 3e | Enrico Barbin       | Italie    | Bardiani CSF                | + 0 s           |
| 4e | Diego Pablo Sevilla | Espagne   | Polartec-Kometa             | + 0 s           |
| 5e | Juan Camacho        | Espagne   | Polartec-Kometa             | + 0 s           |
| 6e | Aléxandros Agrótis  | Chypre    |                             | + 0 s           |
| 7e | Asbjørn Madsstuen   | Norvège   | Bygdø Idrettslag            | + 0 s           |
| 8e | Gordian Banzer      | Suisse    | Akros-Renfer                | + 0 s           |
| 9e | Paolo Simion        | Italie    | Bardiani CSF                | + 0 s           |
| 10e | Philipp Mamos       | Allemagne | Dauner D&DQ-Akkon           | + 0 s           |

## Classements finals

### Classement général final
| \| Classement général \| Classement général \| Classement général \| Classement général \| Classement général \| \| Coureur \| Coureur \| Pays \| Équipe \| Temps \| \| ------------------ \| ------------------- \| ------------------ \| --------------------------- \| ------------------ \| \| 1er \| Mirco Maestri \| Italie \| Bardiani CSF \| 11 h 40 min 28 s \| \| 2e \| Torstein Træen \| Norvège \| Uno-X Norwegian Development \| + 10 s \| \| 3e \| Syver Wærsted \| Norvège \| Uno-X Norwegian Development \| + 25 s \| \| 4e \| Diego Pablo Sevilla \| Espagne \| Polartec-Kometa \| + 26 s \| \| 5e \| Enrico Barbin \| Italie \| Bardiani CSF \| + 31 s \| \| 6e \| Anders Skaarseth \| Norvège \| Uno-X Norwegian Development \| + 32 s \| \| 7e \| Philipp Mamos \| Allemagne \| Dauner D&DQ-Akkon \| + 35 s \| \| 8e \| Gordian Banzer \| Suisse \| Akros-Renfer \| + 35 s \| \| 9e \| Manuel Senni \| Italie \| Bardiani CSF \| + 35 s \| \| 10e \| Aléxandros Agrótis \| Chypre \| \| + 35 s \| |                     |           |                             |                  |
| |                     |           |                             |                  |
| Source : ProCyclingStats |                     |           |                             |                  |
| Classement général |                     |           |                             |                  |
| Coureur | Coureur             | Pays      | Équipe                      | Temps            |
| 1er | Mirco Maestri       | Italie    | Bardiani CSF                | 11 h 40 min 28 s |
| 2e | Torstein Træen      | Norvège   | Uno-X Norwegian Development | + 10 s           |
| 3e | Syver Wærsted       | Norvège   | Uno-X Norwegian Development | + 25 s           |
| 4e | Diego Pablo Sevilla | Espagne   | Polartec-Kometa             | + 26 s           |
| 5e | Enrico Barbin       | Italie    | Bardiani CSF                | + 31 s           |
| 6e | Anders Skaarseth    | Norvège   | Uno-X Norwegian Development | + 32 s           |
| 7e | Philipp Mamos       | Allemagne | Dauner D&DQ-Akkon           | + 35 s           |
| 8e | Gordian Banzer      | Suisse    | Akros-Renfer                | + 35 s           |
| 9e | Manuel Senni        | Italie    | Bardiani CSF                | + 35 s           |
| 10e | Aléxandros Agrótis  | Chypre    |                             | + 35 s           |

### Classements annexes
| Classement des sprints | Classement des sprints | Classement des sprints | Classement des sprints      | Classement des sprints |
| Coureur                | Coureur                | Pays                   | Équipe                      | Points                 |
| ---------------------- | ---------------------- | ---------------------- | --------------------------- | ---------------------- |
| 1er                    | Mirco Maestri          | Italie                 | Bardiani CSF                | 13 pts                 |
| 2e                     | Paolo Simion           | Italie                 | Bardiani CSF                | 5 pts                  |
| 3e                     | Anders Skaarseth       | Norvège                | Uno-X Norwegian Development | 5 pts                  |
| 4e                     | Lars Saugstad          | Norvège                | Uno-X Norwegian Development | 5 pts                  |
| 5e                     | Joshua Huppertz        | Allemagne              | Team Lotto-Kern Haus        | 4 pts                  |
| 6e                     | Robin Froidevaux       | Suisse                 | Akros-Renfer                | 3 pts                  |
| 7e                     | Luca Henn              | Allemagne              | Team Lotto-Kern Haus        | 3 pts                  |
| 8e                     | Eirik Bruland          | Norvège                | Bygdø Idrettslag            | 3 pts                  |
| 9e                     | Torstein Træen         | Norvège                | Uno-X Norwegian Development | 1 pt                   |
| 10e                    | Ioannis Kiriakidis     | Grèce                  |                             | 1 pt                   |

| Classement des sprints | Classement des sprints | Classement des sprints | Classement des sprints      | Classement des sprints |
| Coureur                | Coureur                | Pays                   | Équipe                      | Points                 |
| ---------------------- | ---------------------- | ---------------------- | --------------------------- | ---------------------- |
| 1er                    | Mirco Maestri          | Italie                 | Bardiani CSF                | 13 pts                 |
| 2e                     | Paolo Simion           | Italie                 | Bardiani CSF                | 5 pts                  |
| 3e                     | Anders Skaarseth       | Norvège                | Uno-X Norwegian Development | 5 pts                  |
| 4e                     | Lars Saugstad          | Norvège                | Uno-X Norwegian Development | 5 pts                  |
| 5e                     | Joshua Huppertz        | Allemagne              | Team Lotto-Kern Haus        | 4 pts                  |
| 6e                     | Robin Froidevaux       | Suisse                 | Akros-Renfer                | 3 pts                  |
| 7e                     | Luca Henn              | Allemagne              | Team Lotto-Kern Haus        | 3 pts                  |
| 8e                     | Eirik Bruland          | Norvège                | Bygdø Idrettslag            | 3 pts                  |
| 9e                     | Torstein Træen         | Norvège                | Uno-X Norwegian Development | 1 pt                   |
| 10e                    | Ioannis Kiriakidis     | Grèce                  |                             | 1 pt                   |

| Classement de la montagne | Classement de la montagne | Classement de la montagne | Classement de la montagne   | Classement de la montagne |
| Coureur                   | Coureur                   | Pays                      | Équipe                      | Points                    |
| ------------------------- | ------------------------- | ------------------------- | --------------------------- | ------------------------- |
| 1er                       | Christian Haas            | Autriche                  |                             | 13 pts                    |
| 2e                        | Lorenzo Rota              | Italie                    | Bardiani CSF                | 10 pts                    |
| 3e                        | Paolo Simion              | Italie                    | Bardiani CSF                | 8 pts                     |
| 4e                        | Joshua Huppertz           | Allemagne                 | Team Lotto-Kern Haus        | 8 pts                     |
| 5e                        | Sasu Halme                | Finlande                  | Finlande                    | 5 pts                     |
| 6e                        | Eirik Bruland             | Norvège                   | Bygdø Idrettslag            | 4 pts                     |
| 7e                        | Anders Skaarseth          | Norvège                   | Uno-X Norwegian Development | 3 pts                     |
| 8e                        | Jonas Abrahamsen          | Norvège                   | Uno-X Norwegian Development | 3 pts                     |
| 9e                        | Robert Kessler            | Allemagne                 | Team Lotto-Kern Haus        | 3 pts                     |
| 10e                       | Lars Saugstad             | Norvège                   | Uno-X Norwegian Development | 2 pts                     |

| Classement de la montagne | Classement de la montagne | Classement de la montagne | Classement de la montagne   | Classement de la montagne |
| Coureur                   | Coureur                   | Pays                      | Équipe                      | Points                    |
| ------------------------- | ------------------------- | ------------------------- | --------------------------- | ------------------------- |
| 1er                       | Christian Haas            | Autriche                  |                             | 13 pts                    |
| 2e                        | Lorenzo Rota              | Italie                    | Bardiani CSF                | 10 pts                    |
| 3e                        | Paolo Simion              | Italie                    | Bardiani CSF                | 8 pts                     |
| 4e                        | Joshua Huppertz           | Allemagne                 | Team Lotto-Kern Haus        | 8 pts                     |
| 5e                        | Sasu Halme                | Finlande                  | Finlande                    | 5 pts                     |
| 6e                        | Eirik Bruland             | Norvège                   | Bygdø Idrettslag            | 4 pts                     |
| 7e                        | Anders Skaarseth          | Norvège                   | Uno-X Norwegian Development | 3 pts                     |
| 8e                        | Jonas Abrahamsen          | Norvège                   | Uno-X Norwegian Development | 3 pts                     |
| 9e                        | Robert Kessler            | Allemagne                 | Team Lotto-Kern Haus        | 3 pts                     |
| 10e                       | Lars Saugstad             | Norvège                   | Uno-X Norwegian Development | 2 pts                     |

| Classement du meilleur jeune | Classement du meilleur jeune | Classement du meilleur jeune | Classement du meilleur jeune | Classement du meilleur jeune |
| Coureur                      | Coureur                      | Pays                         | Équipe                       | Temps                        |
| ---------------------------- | ---------------------------- | ---------------------------- | ---------------------------- | ---------------------------- |
| 1er                          | Syver Wærsted                | Norvège                      | Uno-X Norwegian Development  | 11 h 40 min 53 s             |
| 2e                           | Diego Pablo Sevilla          | Espagne                      | Polartec-Kometa              | + 1 s                        |
| 3e                           | Gordian Banzer               | Suisse                       | Akros-Renfer                 | + 10 s                       |
| 4e                           | Aléxandros Agrótis           | Chypre                       |                              | + 10 s                       |
| 5e                           | Ioannis Kiriakidis           | Grèce                        |                              | + 22 s                       |
| 6e                           | Michel Ries                  | Luxembourg                   | Polartec-Kometa              | + 23 s                       |
| 7e                           | Luca Henn                    | Allemagne                    | Team Lotto-Kern Haus         | + 1 min 45 s                 |
| 8e                           | Robin Froidevaux             | Suisse                       | Akros-Renfer                 | + 1 min 45 s                 |
| 9e                           | Simen Nordahl Svendsen       | Norvège                      |                              | + 6 min 27 s                 |
| 10e                          | Vincenzo Albanese            | Italie                       | Bardiani CSF                 | + 8 min 14 s                 |

| Classement du meilleur jeune | Classement du meilleur jeune | Classement du meilleur jeune | Classement du meilleur jeune | Classement du meilleur jeune |
| Coureur                      | Coureur                      | Pays                         | Équipe                       | Temps                        |
| ---------------------------- | ---------------------------- | ---------------------------- | ---------------------------- | ---------------------------- |
| 1er                          | Syver Wærsted                | Norvège                      | Uno-X Norwegian Development  | 11 h 40 min 53 s             |
| 2e                           | Diego Pablo Sevilla          | Espagne                      | Polartec-Kometa              | + 1 s                        |
| 3e                           | Gordian Banzer               | Suisse                       | Akros-Renfer                 | + 10 s                       |
| 4e                           | Aléxandros Agrótis           | Chypre                       |                              | + 10 s                       |
| 5e                           | Ioannis Kiriakidis           | Grèce                        |                              | + 22 s                       |
| 6e                           | Michel Ries                  | Luxembourg                   | Polartec-Kometa              | + 23 s                       |
| 7e                           | Luca Henn                    | Allemagne                    | Team Lotto-Kern Haus         | + 1 min 45 s                 |
| 8e                           | Robin Froidevaux             | Suisse                       | Akros-Renfer                 | + 1 min 45 s                 |
| 9e                           | Simen Nordahl Svendsen       | Norvège                      |                              | + 6 min 27 s                 |
| 10e                          | Vincenzo Albanese            | Italie                       | Bardiani CSF                 | + 8 min 14 s                 |

| Classement par équipes | Classement par équipes      | Classement par équipes | Classement par équipes |
| Équipe                 | Équipe                      | Pays                   | Temps                  |
| ---------------------- | --------------------------- | ---------------------- | ---------------------- |
| 1re                    | Bardiani CSF                | Italie                 | 35 h 02 min 29 s       |
| 2e                     | Uno-X Norwegian Development | Norvège                | + 6 s                  |
| 3e                     | Polartec-Kometa             | Espagne                | + 35 s                 |
| 4e                     | Global Cycling Team         | Pays-Bas               | + 2 min 17 s           |
| 5e                     | Lotto-Kern-Haus             | Allemagne              | + 5 min 02 s           |
| 6e                     | Dauner D&DQ-Akkon           | Allemagne              | + 9 min 33 s           |

| Classement par équipes | Classement par équipes      | Classement par équipes | Classement par équipes |
| Équipe                 | Équipe                      | Pays                   | Temps                  |
| ---------------------- | --------------------------- | ---------------------- | ---------------------- |
| 1re                    | Bardiani CSF                | Italie                 | 35 h 02 min 29 s       |
| 2e                     | Uno-X Norwegian Development | Norvège                | + 6 s                  |
| 3e                     | Polartec-Kometa             | Espagne                | + 35 s                 |
| 4e                     | Global Cycling Team         | Pays-Bas               | + 2 min 17 s           |
| 5e                     | Lotto-Kern-Haus             | Allemagne              | + 5 min 02 s           |
| 6e                     | Dauner D&DQ-Akkon           | Allemagne              | + 9 min 33 s           |

### Classement UCI
La course attribue aux coureurs le même nombre des points pour l'UCI Europe Tour 2018 et le Classement mondial UCI.
| Position           | 1er | 2e | 3e | 4e | 5e | 6e | 7e | 8e à 10e |
| Classement général | 40  | 30 | 25 | 20 | 15 | 10 | 5  | 3        |
| Par étape          | 7   | 3  | 1  |    |    |    |    |          |
| Leader, par étape  | 1   |    |    |    |    |    |    |          |